# Liste der Monuments historiques in Auneuil
Die Liste der Monuments historiques in Auneuil führt die Monuments historiques in der französischen Gemeinde Auneuil auf.

## Liste der Bauwerke
| Bezeichnung                      | Beschreibung | Standort | Kennzeichnung | Schutzstatus | Datum | Bild           |
| -------------------------------- | ------------ | -------- | ------------- | ------------ | ----- | -------------- |
| Keramikfabrik und Haus Boulenger | Erbaut 1885  | (Lage)   | PA00114485    | Classé       | 1991  | weitere Bilder |

## Liste der Objekte
- Monuments historiques (Objekte) in Troussures in der Base Palissy des französischen Kultusministeriums